# ادموند ویلیام کاستلو
ادموند ویلیام کاستلو (انگلیسی: Edmund Costello؛ ۷ اوت ۱۸۷۳ – ۷ ژوئن ۱۹۴۹) فرد نظامی اهل بریتانیا بود. وی برندهٔ جوایزی همچون صلیب ویکتوریا شده‌است.
او افسر ارتش هند بریتانیا و دریافت‌کننده صلیب ویکتوریا بود، بالاترین و معتبرترین نشان شجاعت در مواجهه با دشمن که می‌تواند به نیروهای بریتانیا و کشورهای مشترک‌المنافع اعطا شود.